# Djeuti
Sekhemra-Sementaui Djeuti (fl. XVII secolo a.C.) è stato un faraone della XVII dinastia egizia.

## Biografia
La storicità di questo sovrano è confermata da vari reperti tra cui blocchi di pietra recanti il suo nome scoperti nel cortile del tempio di Horo ad Edfu, una cassa per vasi canopici, forse appartenente alla consorte Mentuhotep, proveniente dalla necropoli di Dra Abu el-Naga (ora conservata a Berlino) e un blocco inciso proveniente da Deir el-Ballas.
Kim Ryholt ritiene che questo sovrano sia da inserire nella XIV dinastia invece che nella XVII.

## Liste reali
| N5 | S42 | s | mn · N17 · N17 |

| N5 | S42 | s | mn · N17 · N17 |

| N5 | S42 | s | mn · N17 · N17 |

| N5 | S42 | s | mn · N17 · N17 |

| N5 | S42 | s | mn · N17 · N17 |

| N5 | S42 | s | mn · N17 · N17 |

| N5 | S42 | s | mn · N17 · N17 |

| N5 | S42 | s | mn · N17 · N17 |

| N5 | S42 · Z1 | G7 | s | HASH |

| N5 | S42 · Z1 | G7 | s | HASH |

| N5 | S42 · Z1 | G7 | s | HASH |

| N5 | S42 · Z1 | G7 | s | HASH |

| N5 | S42 · Z1 | G7 | s | HASH |

| N5 | S42 · Z1 | G7 | s | HASH |

| N5 | S42 · Z1 | G7 | s | HASH |

| N5 | S42 · Z1 | G7 | s | HASH |

## Titolatura
| G5 |

| G5 |

| G5 | V15 | m | A24 |

| G5 | V15 | m | A24 |

| G5 | V15 | m | A24 |

| G5 | V15 | m | A24 |

| G5 | V15 | m | A24 |

| G5 | V15 | m | A24 |

| G5 | V15 | m | A24 |

| G5 | V15 | m | A24 |

| G16 |

| G16 |

|  |

| G8 |

| G8 |

| wsr | s | N28 | D36 · Z2 |

| wsr | s | N28 | D36 · Z2 |

| M23 · X1 | L2 · X1 |

| M23 · X1 | L2 · X1 |

| N5 | S42 | s | mn · n | N17 · N17 |

| N5 | S42 | s | mn · n | N17 · N17 |

| N5 | S42 | s | mn · n | N17 · N17 |

| N5 | S42 | s | mn · n | N17 · N17 |

| N5 | S42 | s | mn · n | N17 · N17 |

| N5 | S42 | s | mn · n | N17 · N17 |

| N5 | S42 | s | mn · n | N17 · N17 |

| N5 | S42 | s | mn · n | N17 · N17 |

| G39 | N5 |

| G39 | N5 |

| t | G26 | Z4 |

| t | G26 | Z4 |

| t | G26 | Z4 |

| t | G26 | Z4 |

| t | G26 | Z4 |

| t | G26 | Z4 |

| t | G26 | Z4 |

| t | G26 | Z4 |